# Myllaena
Myllaena är ett släkte av skalbaggar som beskrevs av Wilhelm Ferdinand Erichson 1837. Myllaena ingår i familjen kortvingar.

## Bildgalleri

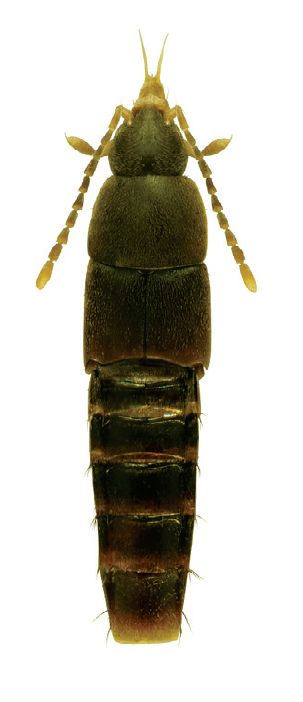
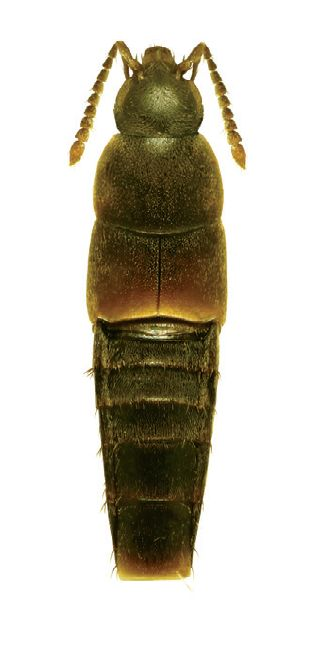
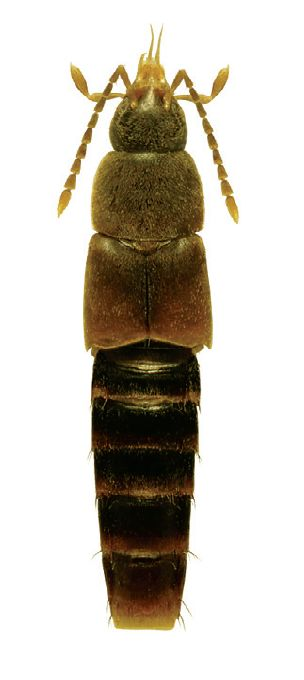
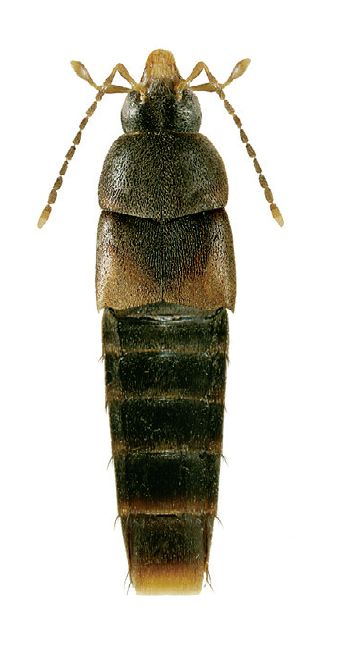
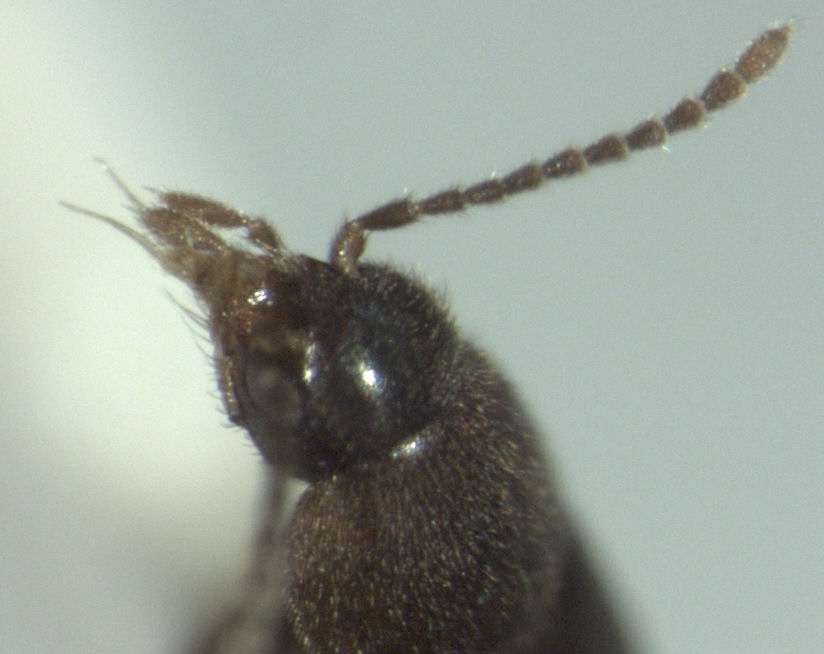

## Dottertaxa tillMyllaena, i alfabetisk ordning[1][2]
- Myllaena apetina
- Myllaena arcana
- Myllaena audax
- Myllaena brevicollis
- Myllaena brevicornis
- Myllaena cognata
- Myllaena cornelli
- Myllaena cuneata
- Myllaena currax
- Myllaena curtipes
- Myllaena decreta
- Myllaena discedens
- Myllaena dubia
- Myllaena elongata
- Myllaena familiaris
- Myllaena fenyesi
- Myllaena gracilis
- Myllaena haleakalae
- Myllaena hopi
- Myllaena hopkinton
- Myllaena hyperborea
- Myllaena infuscata
- Myllaena insipiens
- Myllaena insomnis
- Myllaena intermedia
- Myllaena kaskaskia
- Myllaena koasati
- Myllaena kraatzi
- Myllaena ludificans
- Myllaena magnolia
- Myllaena masoni
- Myllaena minuta
- Myllaena oahuensis
- Myllaena oxypodina
- Myllaena pacifica
- Myllaena potawatomi
- Myllaena procidua
- Myllaena rufescens
- Myllaena seminole
- Myllaena serrano
- Myllaena vicina
- Myllaena vulpina